# Филиппи, Фридрих Адольф
Фридрих Адольф Филиппи (нем. Friedrich Adolf Philippi; 1809—1882) — лютеранский богослов еврейского происхождения; ординарный профессор Императорского Дерптского университета.

## Биография
Родился в Берлине 3 (15) октября 1809 года в семье еврейского банкира, дружившего с семейством Мендельсонов.
С 1822 года он учился в гимназии Иоахимсталь. Следуя собственному влечению, он в 1829 году принял христианство и присоединился к лютеранскому вероисповеданию. В 1827—1830 годах изучал филологию в Берлине и Лейпциге. Удостоенный в 1830 году степени доктора философии, он работал учителем древних языков сначала в частной школе в Дрездене, а с 1833 года — в Берлинской гимназии, которую когда-то закончил. Под влиянием Генгстенберга с 1834 года он стал изучать богословие в Берлинском университете и с 1837 года в качестве приват-доцента стал читать лекции по Новому Завету на богословском факультете этого университета.
С октября 1841 года по 1851 год Филиппе был ординарным профессором догматики и нравственного богословия Дерптского университета. В этот период он был удостоен университетом в Эрлангене степени доктора богословия «Honoris causa» (1843); в 1846 году состоял деканом богословского факультета и в продолжение нескольких лет был директором находившейся при университете богословской семинарии. Покинув Дерпт в 1851 году, он до конца жизни был профессором в Ростокском университете.
Отличаясь твёрдостью и прямотою характера, он внушал уважение; владея глубокою учёностью и редким даром слова, умел заинтересовать своих слушателей; наконец, являясь везде и всегда открытым и решительным противником всякого отступления от учения евангелическо-лютеранской церкви, оказывал влияние на товарищей-профессоров богословского факультета и на лютеранское духовенство, особенно прибалтийского края.
Им был создан капитальный труд в 9 томах, выходивший с 1854 года: «Christliche Glaubenslehre». После его смерти, в 1883 году, были изданы его проповеди и речи, а в 1884 году — лекции по символике и о послании апостола Павла к Галатам.
Был женат на Вильгельмине, урождённой Коллманн.
Умер в Ростоке 29 августа (10 сентября) 1882 года.